# Lugngöl, Östergötland
Lugngöl är en sjö i Kinda kommun i Östergötland och ingår i Botorpsströmmens huvudavrinningsområde.